# Sven Delblanc

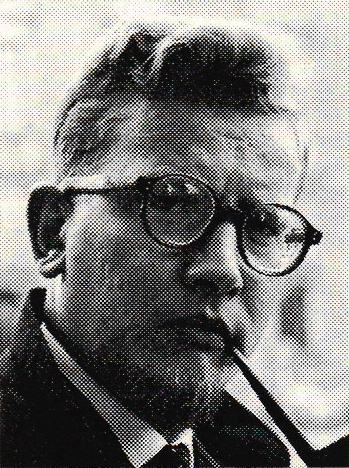
Sven Delblanc

Sven Delblanc foi um importante escritor e historiador literário sueco, nascido em 1931 em Swan River no Canadá e falecido em 1992 em Uppsala. Os seus textos são apontados pelo seu estilo primoroso e pela sua imaginação exuberante. Filho de agricultores, Delblanc passou a sua infância no campo, na proximidade da povoação de Vagnhärad, fora da pequena cidade de Trosa, na Södermanland. Fez uma carreira universitária como professor de literatura na Universidade de Uppsala, com uma participação de dois anos na Universidade de Berkeley, nos Estados Unidos.

## Alguns prémios e menções honrosas
- 1970 - Prémio Literário do Svenska Dagbladet (Svenska Dagbladets litteraturpris)
- 1982 - Prémio Literário do Conselho Nórdico (Nordiska rådets litteraturpris)
- 1986 - Prémio Pilot (Pilotpriset)
- 1991 - Prémio August (Augustpriset)